# Călinești (Teleorman)
Pour les articles homonymes, voir Călinești.
Călinești est une commune du județ de Teleorman en Roumanie.